# (2838) Takase
(2838) Takase (1971 UM1) – planetoida z pasa głównego asteroid okrążająca Słońce w ciągu 3,58 lat w średniej odległości 2,34 j.a. Odkryta 26 października 1971 roku.